# 王凤 (1959年)
王鳳（1959年11月—），女，漢族，山東榮成人，大學學歷，經濟師。1977年9月參加工作，1985年7月加入中國共產黨。

## 生平
1977年9月，成為下鄉知青前往內蒙古自治區烏海市工作，後持續待在烏海市服務，並從基層開始一路往上爬。2011年8月，獲選為中共烏海市委常委、統戰部部長。2017年2月，接任烏海市政協主席。
2020年7月21日，內蒙古自治區紀委監委發表2020年上半年工作成績單，披露王鳳遭到查處的消息。